# Егесип
Егесип или Хегесип (стгрч. Ἡγήσιππος; око 110 — око 180) — ранохришћански књижевник и историчар који је осудио јереси гностика и Маркиона. Према Јевсевију живео је за време Хадријанове владавине, стигао је из Коринта у Рим под папом Аникетом и још увек је био жив под папом Елевтеријом. Његови списи нису сачувани, са изузетком појединих одломака које сам Јевсевије цитира у својој Црквеној историји.

## Биографија
Из Јевсевијевог дела произилази да је Егесип забележио апостолско предање у пет књига. Пошто је био Јеврејин, у почетку је практиковао јудаизам и био је упознат са Јеванђељем Јевреја. Јевсевије је из свог дела позајмио опис мучеништва св. Јакова и, могуће, списак првих јерусалимских епископа. У средњем веку, „Хегесипова црквена историја“ помиње се у каталогу књига Корби опатије, али је у источним библиотекама сачувана до 17. века.